# 舞鶴つつじまつり

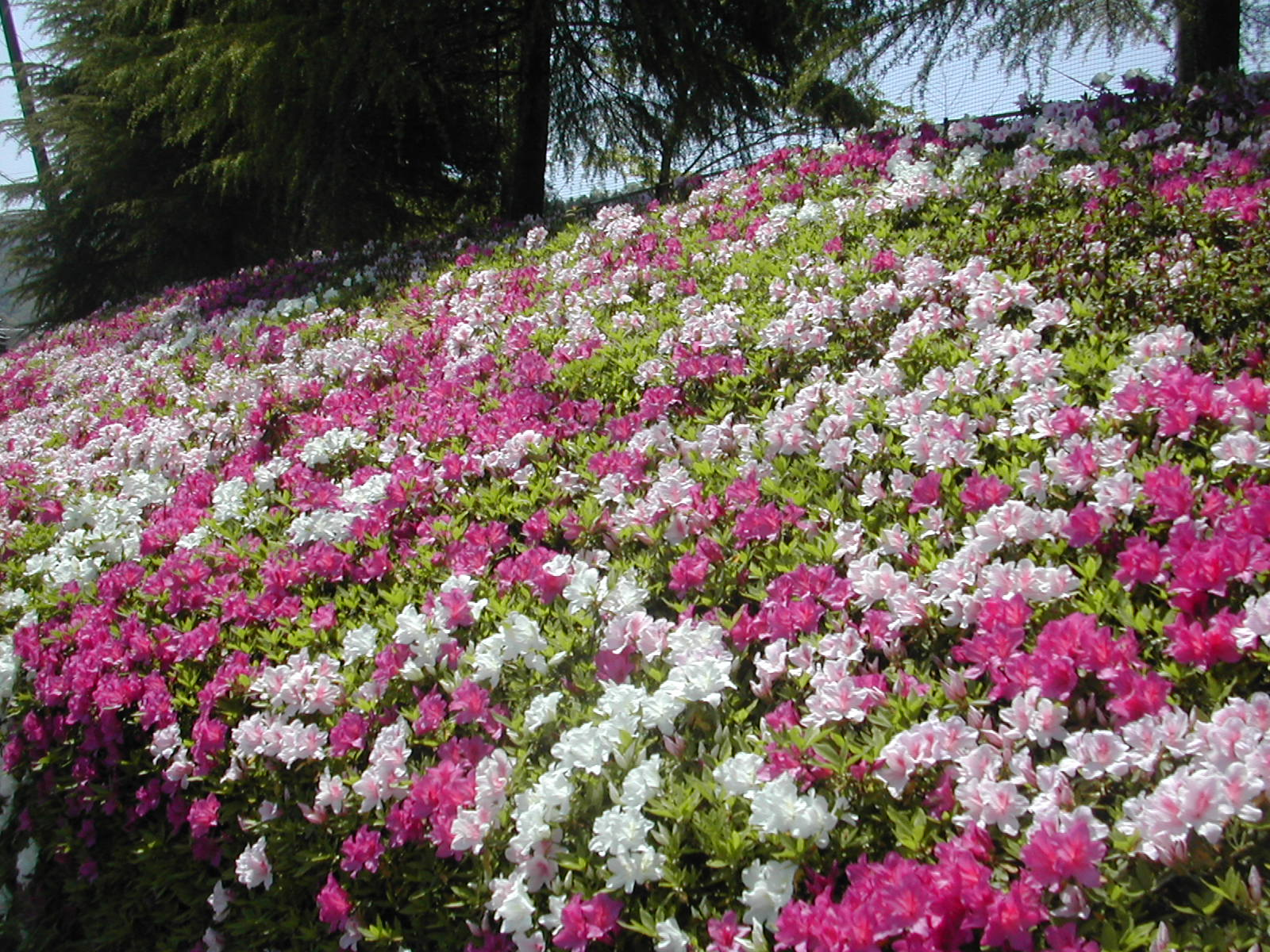
舞鶴つつじまつりのつつじ

舞鶴つつじまつり（まいづるつつじまつり）は、京都府舞鶴市で行われているお祭りのひとつ。

## 概要
1983年（昭和58年）に市の花がツツジと制定されたのを記念して始まった。
祭りの会場である東舞鶴公園一帯にはヒラドツツジやキリシマツツジなど、7種類26,000本植栽されており、メイン日の毎年5月4日は式典をはじめ、カラオケ大会、売店などがにぎやかに繰り広げられている。なおメイン日に限り、JR東舞鶴駅から直通のシャトルバスが運行される。

## 主なイベント概要
- 地元小学生による太鼓演奏
- 歌謡ショー
- 創作舞踊
- 地元中学生などによるブラスバンド演奏
- 歌謡ショー
- 胡弓演奏
- 新舞踊
- 市民による吹奏楽　　など

## 沿革
- 1983年（昭和58年）：第1回開催
- 200X年（平成XX年）：折からの強風によりテントが倒れる事故があった